# 松山千春 季節の旅人
松山千春 季節の旅人（まつやま ちはる きせつの たびびと）は、STVラジオで2001年4月8日から2007年2月11日まで放送されていたラジオ番組である。

## 概要
2001年4月8日より放送開始、『松山千春 風にのせて』（まつやまちはる かぜにのせて）から改題。松山の不祥事により2007年2月18日放送分は中止になり、打ち切りとなった。松山は1976年に『サンデージャンボスペシャル』内で「千春のひとりうた」コーナーを担当して以来、『アタックヤング月曜』『同水曜』『松山千春の今夜は決めよう!!』など30年余にわたって前身の札幌テレビ放送ラジオ局時代を含めてSTVラジオの番組を担当していたが、今回の打ち切りによりそれが途絶えた格好となった。
後番組は『STVラジオサンデーミュージック』。その後、ネット受けではあるが、『松山千春のON THE RADIO』が開始され、STVラジオでの松山のレギュラー番組の復活となった。制作幹事局はFMナックファイブ（埼玉県）であるが、多くの回は松山の居住地である札幌市のSTVラジオから生放送（遅れネット局は撮って出し）を行い、事実上共同制作の体裁になっている。

## 出演者
- 松山千春

## ポッドキャスト
2006年10月8日放送分から配信。オープニング、エンディング、著作権に関わる物はカットされている。